# Алекса Стриковић
Алекса Стриковић (Скопље, 12. мај 1961) је српски шаховски велемајстор.

## Каријера
Алекса Стриковић је освојио Појединачно првенство Југославије 1992. За Југославију је наступио на три шаховске олимпијаде. Два пута је учествовао на шаховским Балканијадама (1988 и 1990). Учествовао је на Европском клупском купу 1990. године са Шаховским клубом Раднички Ниш и 1999. године са Шаховским клубом Монтенегро банка из Подгорице.
Године 1986. добио је титулу међународног мајстора, а 1996. титулу велемајстора .
Учешће Алексе Стриковића на шаховским олимпијадама:
- 29. Шаховска олимпијада (Нови Сад, 1990):
  - Четврта табла репрезентаије Југославије (4 победе, 5 ремија, 4 пораза)
- 32. Шаховска олимпијада (Јереван, 1996):
  - Трећа табла репрезентаије Југославије (3 победе, 3 ремија, 4 пораза)
- 33. Шаховска олимпијада (Елиста, 1998):
  - Резервна прва табла репрезентаије Југославије (2 победе, 3 ремија, 2 пораза)

2016. је победио на Опен турниру Јужне Африке (South African Open). Био је тренер женског тима Јужне Африке на Шаховској Олимпијади у Батумију (2018).